# Кололи
Кололи (англ. Kololi) — курортный город в Гамбии на берегу Атлантического океана, в округе Западный округ.

## Описание
Основные отели расположены на «Стрипе», короткой дороге, ведущей к пляжу и отелям Сенегамбии и Кайрабы. Стрип усеян ресторанами, а вход контролируется туристической полицией Гамбии. Курорт популярен среди туристов, особенно из Великобритании, Бельгии, Германии и Нидерландов.
На побережье расположен пляж Кололи и два мыса: Кололи-Пойнт и Коту-Пойнт.
По данным переписи 1993 года городе проживает 4416 человека.

## Галерея
- Туристическая «стрип» Сенегамбия
- Ресторан Али-Баба
- пляж Кололи
- мыс Кололи-Пойнт, мыс Коту-Пойнт и пляж Кололи